# Giancarlo Ferretti
Giancarlo Ferretti (* 9. August 1941 in San Bernardino di Lugo) ist ein ehemaliger italienischer Radrennfahrer und Sportlicher Leiter.
Als Amateur wurde er 1962 beim Sieg von Antonio Gómez del Moral Fünfter der Tour de l’Avenir.
Ferretti war erstmals 1963 als Profi im Radsport aktiv. Bis 1965 fuhr er für das Team Legnano, im Jahr darauf für Sanson. Anschließend fuhr er von 1967 bis 1970 für Salvarani. Ferretti erreichte bei der Berner Rundfahrt 1965 den dritten Platz, außerdem wurde er bei einer Etappe der Tour de Suisse 1966 Zweiter.
Ferretti beendete 1970 seine Karriere. Er war seit 1973 Leiter von Radsportteams tätig, u. a. für Bianchi-Piaggio, MG Maglificio-Technogym und zuletzt seit 2000 als Manager von Fassa Bortolo. Nachdem der Sponsor und Teambetreiber sich zum Ablauf der Saison 2005 aus dem Radsport zurückgezogen hatte, versuchte Ferretti das Team weiterzuführen. Nachdem sich eine angebliche Offerte von Sony Ericsson als Kontakt zu einem Vermittler erwies, der Sony-Ericsson nicht repräsentierte, zog sich Ferretti aus dem Radsport zurück.